# Adriano Petta
Adriano Petta, noto anche con lo pseudonimo di James Adler (Carpinone, 1945), è uno scrittore e storico italiano. È morto dopo una lunga malattia il 9 febbraio 2025.

## Biografia
Appassionato medievalista e specializzato in storia della scienza, ha esordito nel 1999 con il libro La cattedrale dei pagliacci, pubblicato con lo pseudonnimo di James Adler ha collaborato con Il manifesto, La Rnascita della Sinistra e Carmilla on line su questi temi.
Nel 2004 autopubblica Ipazia: vita e sogni di una scienziata del IV secolo, firmato con Antonino Colavito, con la prefazione di Margherita Hack che è poi ristampato da La lepre.

## Opere
- (Come James Adler) La cattedrale dei pagliacci, Robin, 2000, ISBN 8886312180
  - (Come Adriano Petta) La cattedrale dei pagliacci (ebook) Karta Edizioni 2014, ISBN 9788897543503
- Roghi fatui: dai catari a Giordano Bruno all'ultimo anticristo, Stampa alternativa, 2002, ISBN 9788872267004,
  - Roghi fatui: oscurantismo e crimini dai Catari a Giordano Bruno, La lepre, 2011, ISBN 9788896052327,
- Eresia pura, Stampa alternativa/Nuovi equilibri, 2005, ISBN 9788872269046
  - The path of the sun, Lulu.com, ISBN 9781411691872
  - La herejía, Star, 2007, ISBN 9788493521356
- Antonino Colavito e Adriano Petta,  Ipazia: vita e sogni di una scienziata del IV secolo, Lampi di Stampa, 2004
  - Antonino Colavito e Adriano Petta,  Ipazia: vita e sogni di una scienziata del IV secolo, La Lepre
  - Antonino Colavito e Adriano Petta,  Ipazia: vita e sogni di una scienziata del IV secolo, La Lepre, 2013, ISBN 8896052823,
- L'ascensore per la quarta via, Lulu.com, 2005, ISBN 1411652096
- Assiotea. La donna che sfidò Platone e l'Accademia, Stampa alternativa, 2009, ISBN 9788862221054
- Il romanzo di Marusja, Tempesta editore, 2014, ISBN 9788897309673
- La profezia dei fiori, Angolazioni, 2014, 9788898993017
- La sinfonia maledetta, Tempesta editore, 2014, ISBN 9788897309581

### Traduzioni
Clarín., La duchessa del trionfo, EDIS, Orzinuovi, 1995, ISBN 8886316089

## Film tratti dai romanzi di Petta
- Agora diretto da Alejandro Amenábar con Rachel Weisz (2009)